# 11A busz (Bátonyterenye)
A bátonyterenyei 11A jelzésű autóbusz a Kisterenye, vasútállomás és a Szúpatak, templom között közlekedik tanítási napokon. A járatot Bátonyterenye Város Önkormányzata megrendelésére a Volánbusz üzemelteti.

## Útvonala
| Szúpatak, templom felé | Jászai úti iskola felé                                                                          |
| --- | ----------------------------------------------------------------------------------------------- |
| Kisterenye, vasútállomás – Vasút utca – Rákóczi út – Zrínyi Miklós út – Madách út – Jászai Mari utca – Madách út – Zrínyi Miklós út – Fő út – Szúpatak, templom | Szúpatak, templom – Fő út – Zrínyi Miklós út – Madách út – Jászai Mari utca – Jászai úti iskola |

## Megállóhelyei
| 11A (Kisterenye, vasútállomás – Szúpatak, templom) |                             |          |                              |                                                                                    |
| Perc (↓)                                           | Megállóhely                 | Perc (↑) | Megállóhelyet érintő járatok | Fontosabb létesítmények                                                            |
| 0                                                  | Kisterenye, vasútállomás    | ∫        | 3, 11, 11A                   | Kisterenye                                                                         |
| 2                                                  | Kisterenye, Egyházi iskola  | ∫        | 3, 3A, 11, 11A               | II. János Pál Pápa Katolikus Óvoda és Általános Iskola                             |
| 4                                                  | Jászai úti iskola           | 12       | 3, 3A, 3C, 11A               | Bátonyterenyei Kossuth Lajos Térségi Általános Iskola és Alapfokú Művészeti Iskola |
| 6                                                  | Kisterenye, ózdi útelágazás | 10       | 3, 3A, 3C, 11A               |                                                                                    |
| 8                                                  | Vízmű feljáró út            | 7        | 11, 11A                      |                                                                                    |
| 10                                                 | Kisterenye, téglagyár       | 5        | 11, 11A                      |                                                                                    |
| 12                                                 | Szúpataki elágazás          | 4        | 11, 11A                      |                                                                                    |
| 16                                                 | Szúpataki elágazás          | 1        | 11, 11A                      |                                                                                    |
| 17                                                 | Szúpatak, templom           | 0        | 11, 11A                      |                                                                                    |

## Külső hivatkozások
- A Volánbusz Zrt. weboldala
- Valós idejű utastájékoztatás. [2018. augusztus 21-i dátummal az eredetiből archiválva]. (Hozzáférés: 2018. augusztus 21.)